# Pedro de La Gasca
Pedro de la Gasca (escrit també La Gasca o Lagasca) (Navarregadilla, Àvila, Castella, 1493 - Sigüenza, Castella, 13 de novembre de 1567) fou un sacerdot, polític, diplomàtic i militar castellà. Cavaller de l'Orde de Santiago, conseller del Tribunal del Sant Ofici, virrei del Perú (1544-1550), càrrec en el qual va substituir Blasco Núñez Vela, i més tard bisbe de Palència i de Sigüenza.

## Biografia
Era llicenciat en Teologia pel Col·legi Major de San Bartolomé, de la Universitat de Salamanca, institució de la qual va ser mestre, cap d'estudis i rector. També va obtenir el grau de batxiller en Dret per la Universitat d'Alcalà, d'on ser nomenat vicari el 1537, per passar tot seguit a formar part del Consell de la Suprema Inquisició.
Carles I va decidir enviar-lo al Perú per posar punt final a la rebel·lió que havien començat els germans de Pizarro i que havia provocat l'assassinat del mateix virrei, Blasco Núñez Vela. Va sortir de Sanlúcar de Barrameda el 1546, acompanyat per Alonso Alvarado, i va arribar a Panamà, on es va assabentar de la derrota i mort de l'anterior virrei.
Pedro de la Gasca havia obtingut del rei poders generals per actuar en una situació d'excepció. Tenia l'encàrrec de restablir l'Audiència Reial i el dret per exercir la justícia en qualsevol situació que es trobés, inclosa l'aplicació d'indults i expulsions. També tenia el dret de gastar els diners de la Hisenda Reial i de requerir l'ajuda de totes les províncies.
Tot i que va arribar al Perú amb ganes de resoldre el conflicte de manera pacífica, Gonzalo Pizarro es va negar a qualsevol transacció amb ell. Després de reunir un exèrcit important, va vèncer els rebels a la batalla de Xaquixahuana, amb el suport de Pedro de Valdivia, que més endavant va nomenar governador. Gonzalo Pizarro va ser condemnat a mort i executat, i la seva casa va ser arrasada fins als fonaments, sembrant el solar de sal, per evitar que no hi tornés a sortir ni la gespa.
Després de posar ordre al país i als grups rebels, Pedro de la Gasca es va ocupar de temes administratius i judicials, com el restabliment de l'Audiència de Lima. També es va preocupar d'enviar visitadors a diferents localitats per supervisar el tracte que rebien els indígenes i regular els tributs que havien de pagar.
Va retornar a Espanya el 1550, sense roba ni diners. Carles I es va fer càrrec de tots els seus deutes i va promoure'n el nomenament al bisbat de Palència. Felip II el va promoure, de la mateixa manera, al de Sigüenza.
Pedro de la Gasca va morir el 13 de novembre de 1567. Està enterrat a l'església de Santa María Magdalena de Valladolid, en un sepulcre d'alabastre obra de l'escultor romanista Esteban Jordán.